# Теорема Столпера — Самуэльсона
Теорема Столпера — Самуэльсона (зависимость цен факторов производства от цен на товары) — составная часть модели Хекшера — Олина — Самуэльсона. Сформулирована Вольфгангом Столпером и Полом Самуэльсоном в 1941 году. Согласно теореме Столпера — Самуэльсона, в условиях свободной торговли растут вознаграждения фактора, интенсивно используемого в производстве товара, цена на который растёт, и снижению вознаграждения фактора, интенсивно используемого в производстве товара, цена на который падает, вне зависимости от того, какова структура потребления этих товаров владельцами факторов производства.

## Определение
При выполнении допущений в условиях свободной торговли растут вознаграждения фактора, интенсивно используемого в производстве товара, цена на который растёт, и снижению вознаграждения фактора, интенсивно используемого в производстве товара, цена на который падает, вне зависимости от того, какова структура потребления этих товаров владельцами факторов производства.

## История создания
Рассматривая модель внешней торговли Хекшера — Олина — Самуэльсона, Вольфганг Столпер и Пол Самуэльсон опубликовали совместную статью «Протекционизм и реальная заработная плата» в 1941 году.

## Допущения
Для формализации теоремы вводятся ряд необходимых предпосылок:
- страна производит два товара, имеет два фактора производства
- ни один из товаров не используется для производства другого
- существует совершенная конкуренция
- предложение факторов фиксировано
- для производства первого товара интенсивно используется земля, второй товар трудоемкий
- оба фактора могут перемещаться между отраслями, но не между странами
- развитие торговли приводит к росту относительной цены первого товара.

## Теорема

Теорема Столпера-Самуэльсона

Зависимость цены фактора производства от цены на товар

Страна производит товар 1 и товар 2 с помощью двух факторов производства — труда {\displaystyle L} и земли {\displaystyle T} и что {\displaystyle P_{1}}— цена товара 1, {\displaystyle P_{2}}— цена товара 2, {\displaystyle w} — ставка зарплаты за единицу труда, {\displaystyle r} — ставка ренты за использование единицы земли, {\displaystyle AT_{1}} — количество земли, необходимое для производства товара 1, {\displaystyle AL_{1}} — количество труда, необходимое для производства товара 1, {\displaystyle AT_{2}} — количество земли, необходимое для производства товара 2, {\displaystyle AL_{2}} — количество труда, необходимое для производства товара 2.
Цена товара равна сумме цены труда и земли, использованных для их производства:
{\displaystyle P_{1}=AL_{1}w+AT_{1}r}
{\displaystyle P_{2}=AL_{2}w+AT_{2}r}.
Для производства товара 1 требуется больше труда, чем для производства товара 2, то есть:
{\displaystyle AL_{1}/AT_{1}>AL_{2}/AT_{2}}.
Первоначальное равновесие в точке {\displaystyle A} определяет цену факторов производства {\displaystyle T} и {\displaystyle L} при первоначальной цене на товары 1 и 2, цена труда равна {\displaystyle w_{0}} и рента {\displaystyle r_{0}}.
Сдвиг цены товара 1 в связи с ростом спроса (товар стал экспортироваться) с {\displaystyle P_{1}} до {\displaystyle P_{1}^{1}} и прямая зависимости от цен на товары {\displaystyle P_{1}/AT_{1}P_{1}/AL_{1}} сдвигается вправо до {\displaystyle P_{1}^{1}/AT_{1}P_{1}^{1}/AL_{1}}.
В точке {\displaystyle B} новое равновесие, в которой цена земли снизилась с {\displaystyle r_{0}} до {\displaystyle r_{1}}, но выросла цена труда с {\displaystyle w_{0}} до {\displaystyle w_{1}}.
В результате торговли выросла цена труда на {\displaystyle w_{0}w_{1}}, который интенсивно используется для производства товара 1, цена которого перед этим выросла на {\displaystyle P_{1}P_{1}^{1}}.
Цена второго фактора (земли), которая используется относительно менее интенсивно для производства товара 1, упала на {\displaystyle rr_{1}}. В случае роста цены на товар 2, это привело бы к росту ренты и падению зарплаты.
Эффект изменения относительных цен товаров демонстрирует также Диаграмма с изоквантами, где увеличение относительной цены товара 1 показано смещением кривой равных цен для товара 1 с {\displaystyle P_{1}=P_{01}} к {\displaystyle P_{1}=P_{11}}. В результате точка пересечения двух кривых равных цен перемещается из точки {\displaystyle A} в точку {\displaystyle B} , где ставка заработной платы, соответствующая производству в экономике обоих товаров, увеличивается с {\displaystyle w_{0}} до {\displaystyle w_{1}}, а соответствующая ставка ренты на капитал снижается с {\displaystyle r_{0}} до {\displaystyle r_{1}}. Поскольку цена товара 1 {\displaystyle P_{1}} возросла, а {\displaystyle P_{2}} остается постоянной, ставка заработной платы увеличилась относительно цен обоих товаров. Поскольку ставка ренты на капитал является той ставкой ренты, которая соответствует постоянному отношению ренты к {\displaystyle P_{1}}, ставка ренты на капитал снижается относительно цен обоих товаров.

### Теорема Самуэльсона — Джонса
Теорема Столпера — Самуэльсона дополняется за счет эффекта усиления Джонса, предложенного в 1965 году Рональдом Джонсом: изменение цены факторов происходит в большей степени, чем растет или снижается цена товара, произведенного с их помощью. Впоследствии выводы работы Джонса получили название теоремы Самуэльсона — Джонса.

## Следствие теоремы
При указанных допущениях внешняя торговля делит общество на тех, кто в результате остается в чистом выигрыше, и на тех, кто несёт потери. Результат этого выигрыша не зависит от того, какие товары приобретаются для личного потребления владельцами факторов производства.

## Критика
В случае роста цены на какой-либо товар можно спрогнозировать распределение дохода внутри страны, чего нельзя было сделать с помощью прежних объяснений, учитывающих лишь специфические для каждого сектора экономики факторы.
Слабые места теоремы Столпера — Самуэльсона аналогичны слабым местам общей модели Хекшера — Олина — Самуэльсона:
- нереалистичность допущения о совершенной конкуренции на рынке, фиксированного предложения труда и капитала, существование только двух факторов производства
- нереалистичность допущения о единой технологии в странах, о единых предпочтениях в различных регионах
- нереалистичность допущения об однородности труда и капитала, необходимо вводить понятие квалифицированный и неквалифицированный труд
- нереалистичность допущения о постоянной отдаче от масштаба в силу того, что всегда существует внутренняя экономия от масштаба или агломерационный эффект.